# Brotia
Brotia ist eine Gattung südostasiatischer Süßwasserschnecken aus der Familie der Pachychilidae.
Das Taxon Antimelania P. Fischer & Crosse, 1892 ist ein Synonym von Brotia.

## Verbreitung

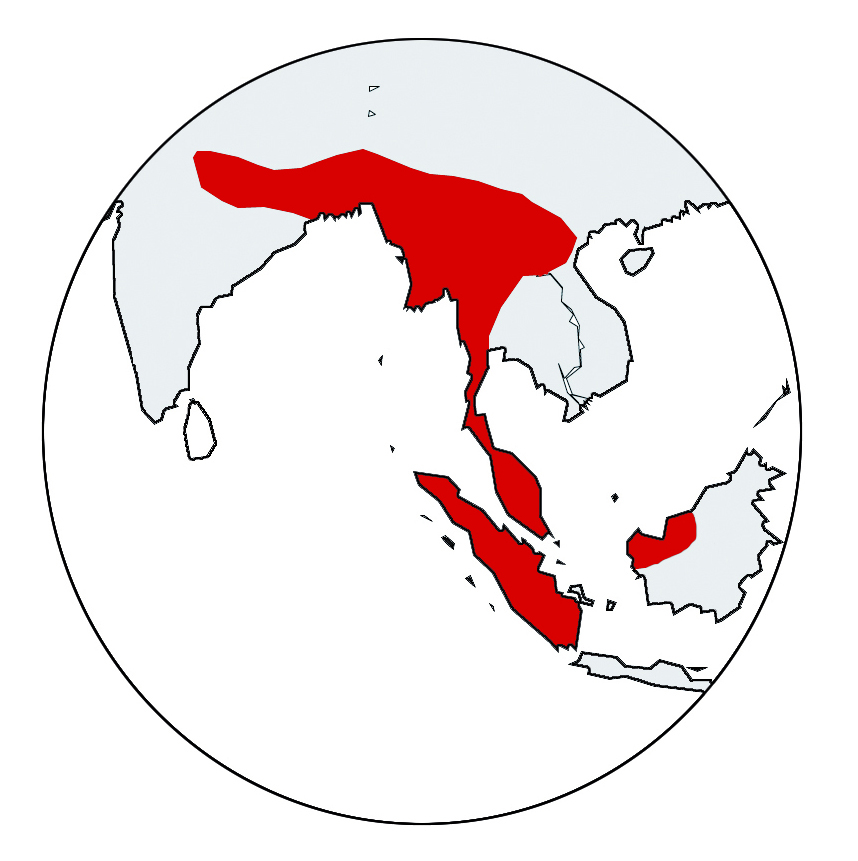
Verbreitungsgebiet von Brotia

Brotia-Arten lebend vorwiegend in Bächen und Flüssen Südostasiens, in einem Gebiet, das sich von Nord-Indien im Westen bis Sumatra und Borneo im Süden und Vietnam im Osten erstreckt. Das Verbreitungsgebiet umfasst Indien, Myanmar, Bangladesch, Thailand, Laos, Vietnam, die Volksrepublik China, Kambodscha, Malaysia und Indonesien (nur Sumatra und Borneo).

## Biologie
Die meisten Brotia-Arten bewohnen Fließgewässer, einige wenige kommen auch in Seen vor. Diese Schnecken sind getrenntgeschlechtlich und lebendgebärend.

## Artenliste
| - Brotia annamita Köhler, Holford, Do & Ho, 2009 (Vietnam) - Brotia armata (Brandt, 1874) (Thailand) - Brotia assamensis (Nevill, 1885) (Assam) - Brotia baccata (Gould, 1847) (Thailand) - Brotia binodosa (Blanford, 1903) (Thailand) - Brotia boenana (Brot, 1881) (Sumatra) - Brotia borneensis (Schepman, 1896) (Borneo) - Brotia citrina (Brot, 1861) (Thailand) - Brotia costula (Rafinesque, 1833) (Indien) - Brotia dautzenbergiana Köhler & Glaubrecht, 2006 (Thailand) - Brotia episcopalis (I. Lea & H.C. Lea, 1851) (Malaysia) - Brotia godwini (Brot, 1875) (Myanmar, Assam) - Brotia herculea (Gould, 1846) – Riesenturmdeckelschnecke (Thailand, Myanmar) - Brotia hoabinhensis Köhler, Holford, Do & Ho, 2009 (Vietnam) - Brotia indragirica (von Martens, 1900) (Sumatra) - Brotia insolita (Brot, 1868) (Thailand) - Brotia iravadica (Blanford, 1869) (Myanmar) - Brotia jullieni (Deshayes, 1874) (Laos, Cambodia) - Brotia laodelectata Köhler, 2008 (Laos) | - Brotia manningi Brandt, 1968 (Thailand) - Brotia mariae Köhler, 2008 (Laos) - Brotia microsculpta Brandt, 1968 (Thailand) - Brotia pagodula (Gould, 1847) (Thailand, Myanmar) - Brotia paludiformis (Solem, 1966) (Thailand) - Brotia peninsularis (Brandt, 1974) (Thailand) - Brotia persculpta (Ehrmann, 1922) (Myanmar) - Brotia praetermissa Köhler & Glaubrecht, 2002 (Borneo) - Brotia pseudoasperata Brandt, 1968 (Thailand) - Brotia pseudosulcospira (Brandt, 1968) (Thailand) - Brotia siamensis (Brot, 1886) (Thailand) - Brotia solemiana (Brandt, 1968) (Thailand) - Brotia spinata (Godwin Austen, 1872) (Assam) - Brotia subgloriosa (Brandt, 1968) (Thailand) - Brotia sumatrensis (Brot, 1875) (Sumatra) - Brotia torquata (von dem Busch, 1842) (Sumatra) - Brotia verbecki (Brot, 1886) (Sumatra) - Brotia wykoffi (Brandt, 1974) (Thailand) - Brotia yunnanensis Köhler, Du & Yang, 2010 (Yunnan) |